# Jonas Brothers: Live: Walmart Soundcheck CD+DVD
Jonas Brothers: Live: Walmart Soundcheck CD+DVD е първият албум от записи на живо на американската група Jonas Brothers, петия им албум издаден чрез лейбъла Hollywood и третия за 2009. Излиза на 10 ноември 2009 специално в Wal-Mart за $9.00. Записан е на 16 май същата година в Лос Анджелис, Калифорнияпреди братята да заминат за Южна Америка за турнето си през 2009.

## Песни

### Диск 1
1. S.O.S
2. Poison Ivy
3. Lovebug
4. Paranoid
5. Turn Right
6. Burnin' Up

### Диск 2 (DVD) (Изпълнения на живо)
1. S.O.S
2. Poison Ivy
3. Lovebug
4. Paranoid
5. Turn Right
6. Burnin' Up
7. Ексклузивно интервю

- DVD-то има средна продължителност от 37 минути.

|  | Тази страница частично или изцяло представлява превод на страницата Jonas Brothers: Live: Walmart Soundcheck CD+DVD в Уикипедия на английски. Оригиналният текст, както и този превод, са защитени от Лиценза „Криейтив Комънс – Признание – Споделяне на споделеното“, а за съдържание, създадено преди юни 2009 година – от Лиценза за свободна документация на ГНУ. Прегледайте историята на редакциите на оригиналната страница, както и на преводната страница, за да видите списъка на съавторите. ВАЖНО: Този шаблон се отнася единствено до авторските права върху съдържанието на статията. Добавянето му не отменя изискването да се посочват конкретни източници на твърденията, които да бъдат благонадеждни. |